# 鳥取県立布勢総合運動公園陸上競技場
鳥取県立布勢総合運動公園陸上競技場（とっとりけんりつふせそうごううんどうこうえんりくじょうきょうぎじょう）は、鳥取県鳥取市にある陸上競技場兼球技場。1985年に開催された第40回国民体育大会のメインスタジアムとしても使われた他、2004年には陸上の日本選手権、ガイナーレ鳥取の公式戦も開催された（ただしJFL時代。J2昇格以降はJリーグの規格を満たしていないため開催されていない）。
鳥取市に本社を置くヤマタホールディングス株式会社が布勢総合運動公園の施設命名権（ネーミングライツ）を取得したため、2021年（令和3年）4月1日から愛称がヤマタスポーツパーク陸上競技場となっている。

## 施設概要
- ワールドアスレティックスクラス2公認・日本陸上競技連盟第1種公認 全天候トラック
- トラック400m×9レーン
- 天然芝グラウンド
- 収容人員　メインスタンド:6,750人（座席）,芝生スタンド:17,750人 仮設スタンド:5,500人 計:30,000人
- 電光掲示板（右:大型映像装置 左:磁気反転式）
- 補助陸上競技場（400m×10レーン）

## 開催されている大会
- 布勢スプリント

## 過去開催された大会
- 1985年10月20日～10月25日　第40回国民体育大会秋季大会「わかとり国体」
- 2004年6月4日～6日　第88回日本陸上競技選手権大会
- 2007年10月17日～19日　第24回日本ジュニア陸上競技選手権大会
- 2010年8月20日～23日　第37回全日本中学校陸上競技選手権大会
- 2012年8月25日～26日　第47回全国高等専門学校陸上競技選手権大会